# Selez (Drohobytsch)
Selez (ukrainisch Селець; russisch Селець, polnisch Sielec) ist ein Dorf im Rajon Drohobytsch in der Oblast Lwiw in der westlichen Ukraine, rund 13,5 km südöstlich von Sambir. Die Geschichte des Dorfes mit heute etwa 160 Einwohnern reicht mindestens bis Anfang des 16. Jahrhunderts zurück.

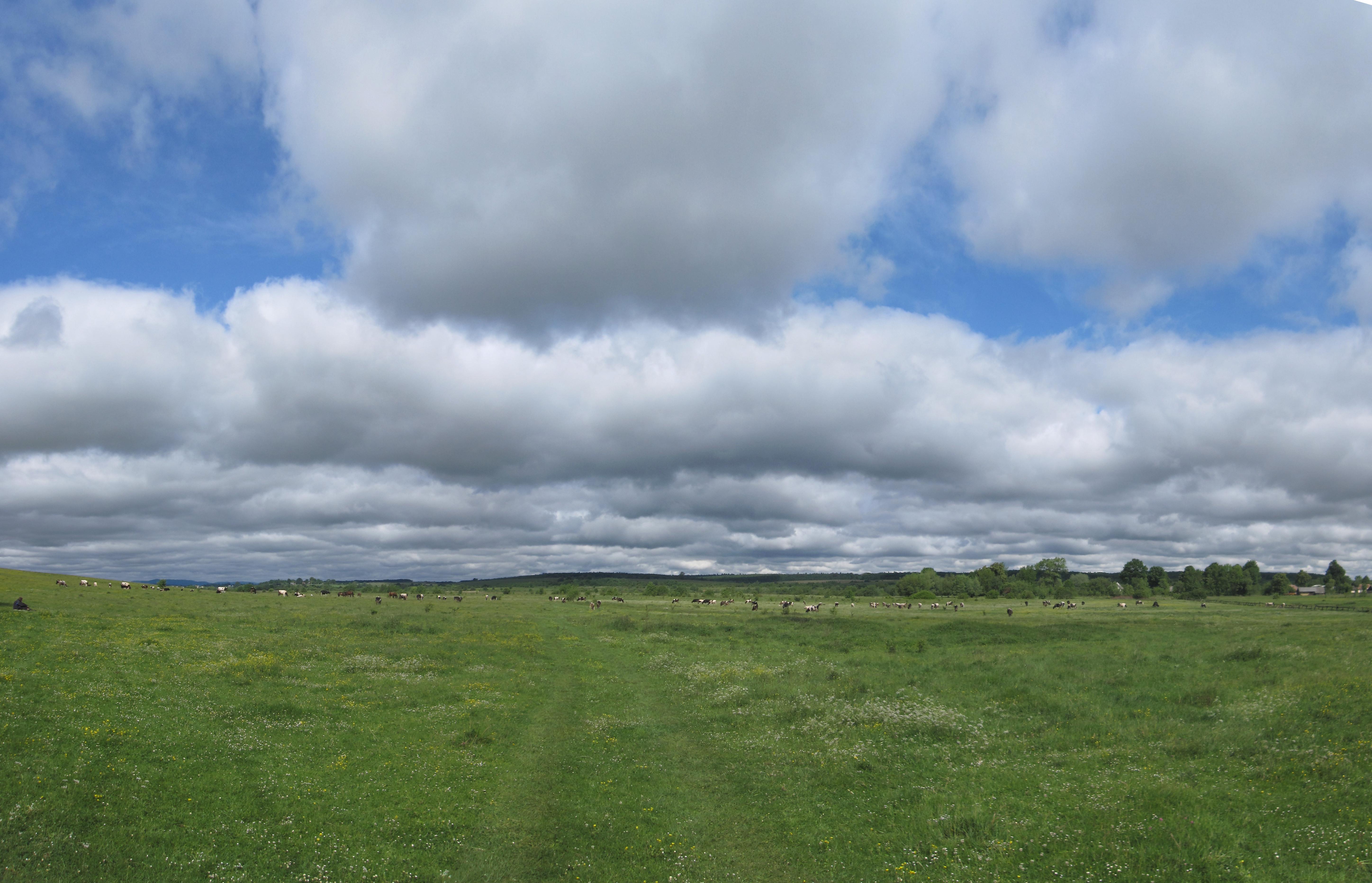
Blick auf die Landschaft um Selez (2009)

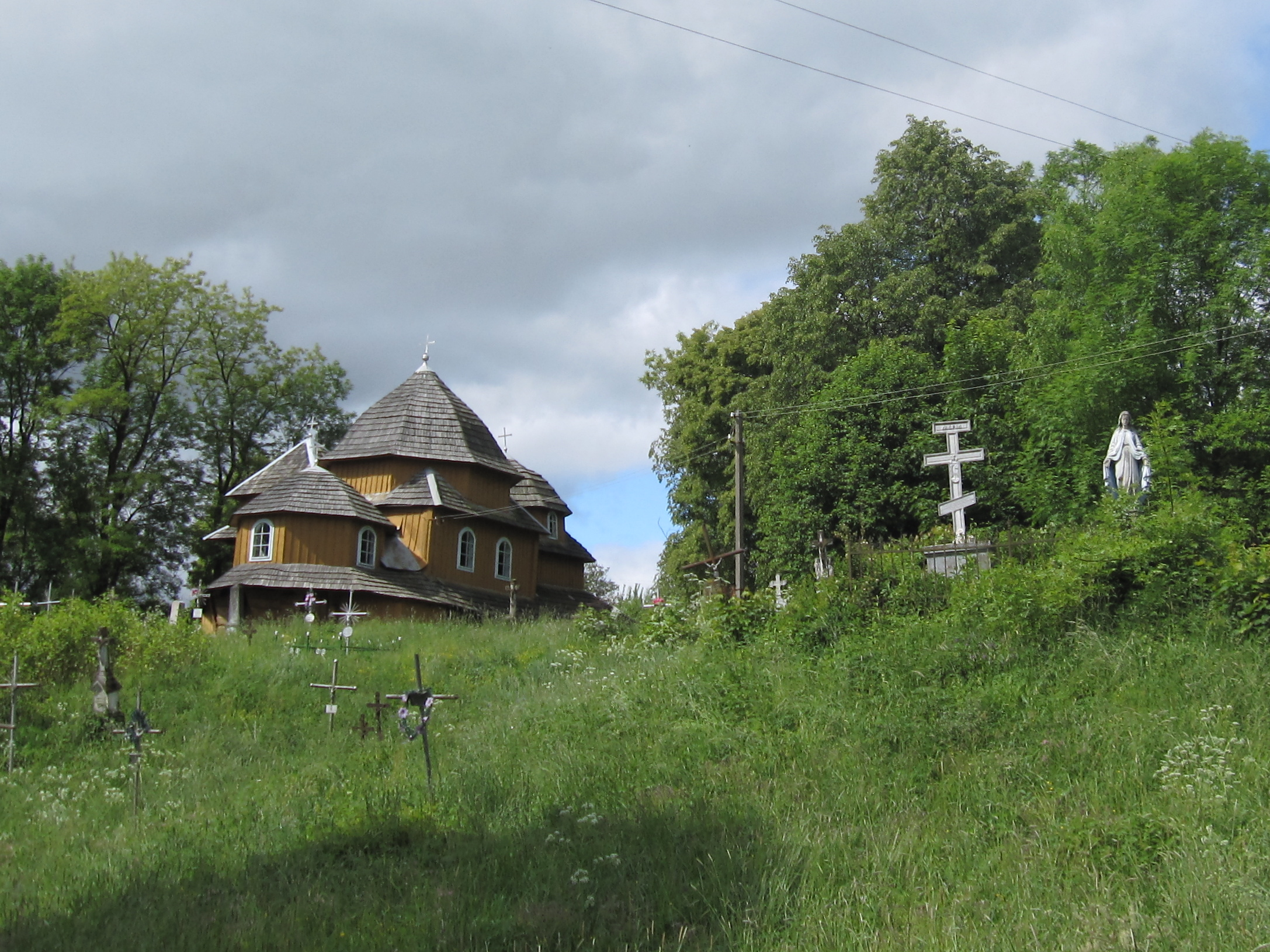
Kirche der Muttergottes mit altem Friedhof (2009)

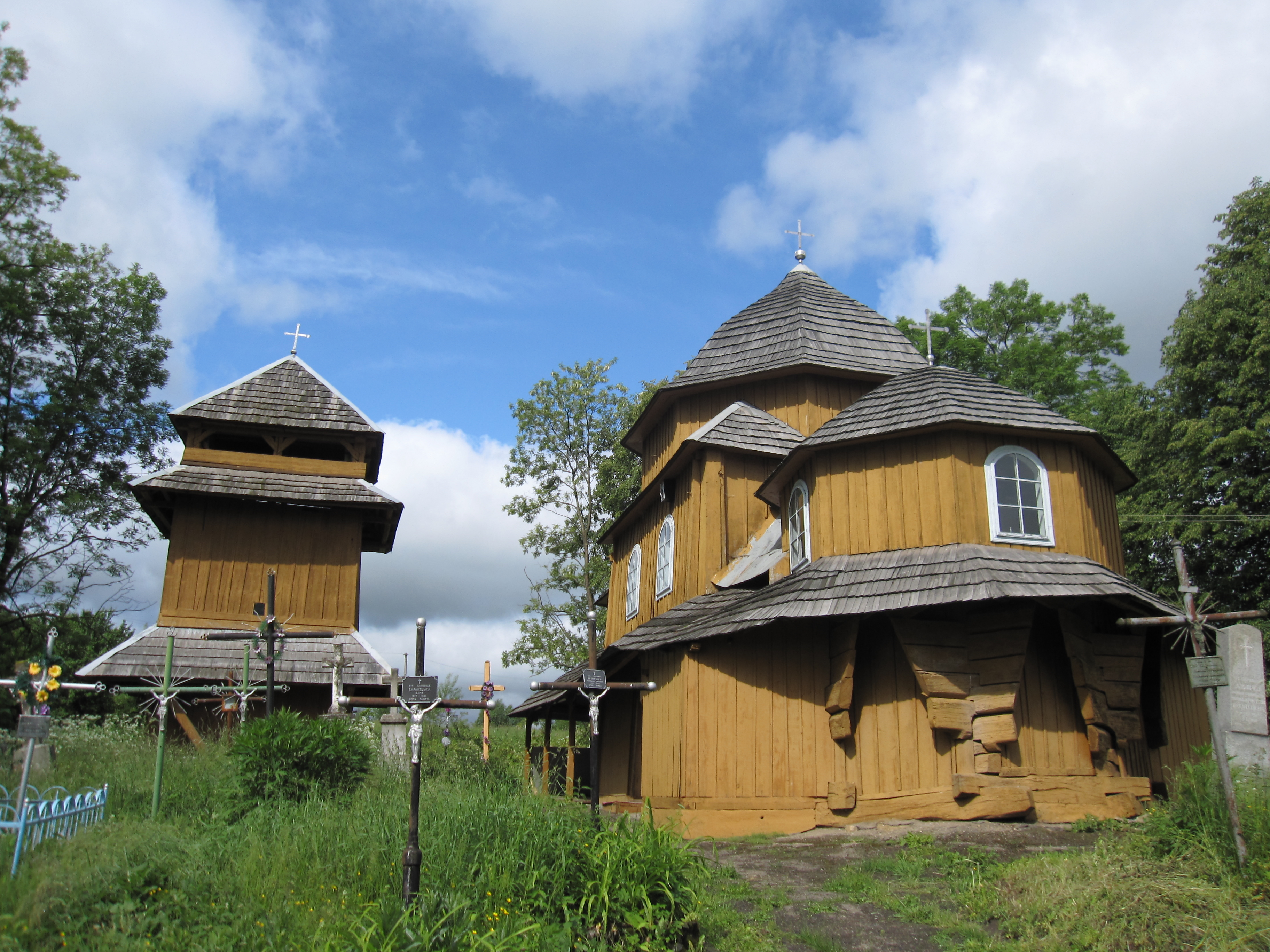
Kirche der Muttergottes mit Glockenturm, aus dem 17. Jahrhundert (2009)

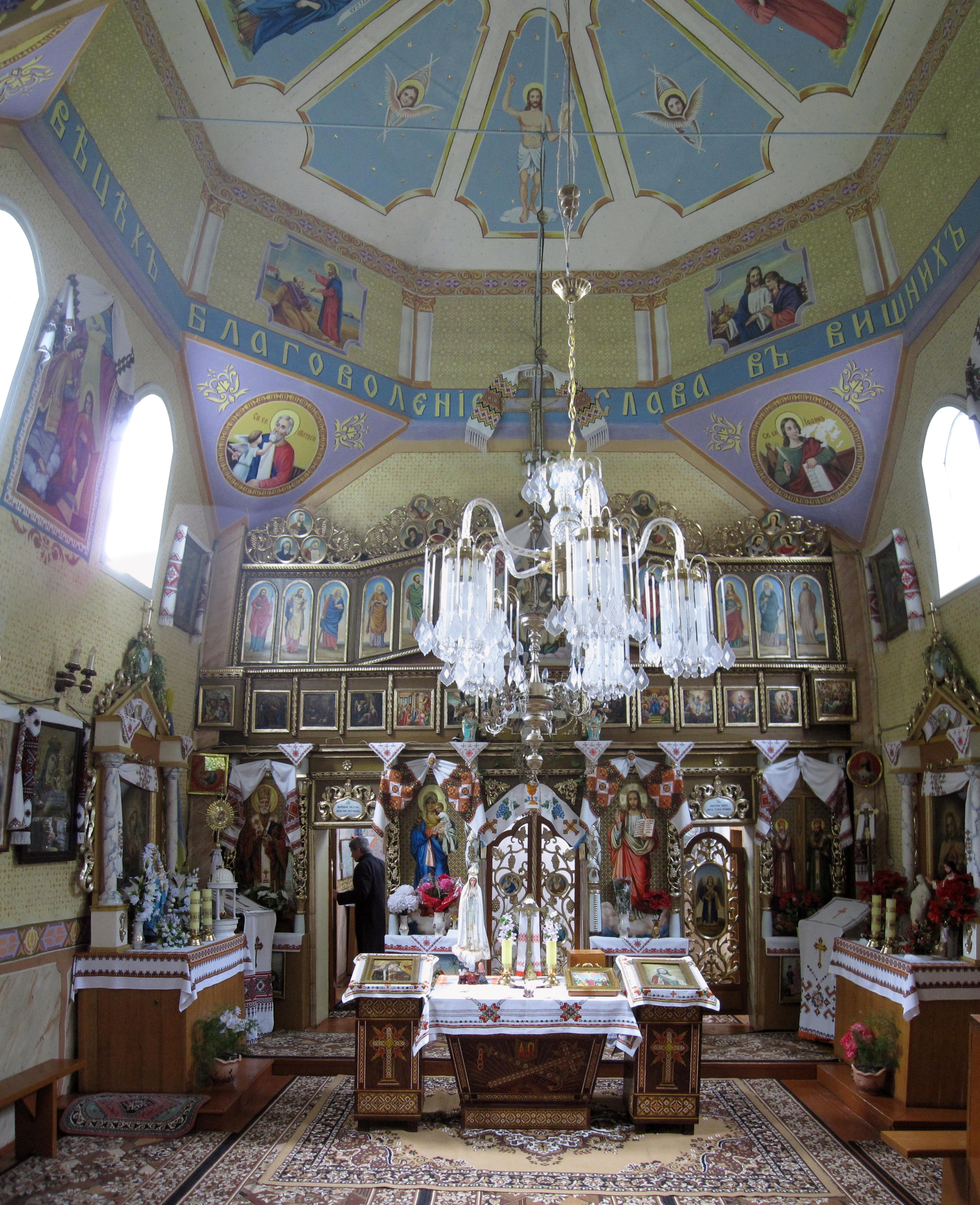
Innenansicht der Kirche der Muttergottes (2009)

Am 12. Juni 2020 wurde das Dorf ein Teil der neu gegründeten Stadtgemeinde Drohobytsch (Дрогобицька міська громада/Drohobyzka miska hromada), bis dahin bildete es zusammen mit den Dörfern Kotowane (Котоване) und Stupnyzja (Ступниця) die Landratsgemeinde Stupnyzja.
Nördlich des Ortes liegt die Gemeinde und der Wald von Side (Сіде), im Osten Horodyschtsche (Городище), im Süden Mokrjany (Мокряни) und im Westen Wilschanyk. Geografisch liegt das Gebiet im Dnisterbecken, zwischen den Nebenflüssen Bystryzja und Czerchawa.

## Geschichte
Das Dorf wurde erstmals im Jahre 1538 urkundlich in einem Dokument von 1559 erwähnt. König Michael I. Korybut Wiśniowiecki etablierte die Pfarrei zwischen 1669 und 1673, zu dieser Zeit wurde eine königliche Kirche erbaut. Eine weitere Kirche mit ihrer eigenen Pfarrei für den lokalen polnischen Adel (szlachta) wurde später erbaut, beide Gemeinden existierten nebeneinander, bevor sie später zusammengelegt wurden.
Während die Gegend Eigentum der Krone war, wurde der Familie Dżurdż zu einem unbekannten Zeitpunkt die Hälfte davon als Lehen gegeben. Um 1650 verlieh König Johann II. Kasimir dem Kosaken-Ataman Skrebeciowicz die andere Hälfte der Grundstücke von Selez, sowie das Recht, für seine treuen Dienste für die Krone während des Chmelnyzkyj-Aufstandes das Sas-Wappen zu tragen. Nach den Teilungen Polens von 1772 fiel der südliche Teil Polens an Österreich. Die Privilegien der adeligen Familie Skrebeciowicz de Sielecki wurden von den neuen Landesherren in Wien bestätigt und der Erbtitel eines Ritters verliehen.
Den historischen Dokumenten zufolge hatte Selez im Jahre 1880 eine Gesamtbevölkerung von 781 Einwohnern. Aufgeteilt nach Konfession waren davon 657 Griechisch-katholisch, 32 waren römisch-katholisch, 58 jüdisch und sieben anderen Glaubensrichtungen. Nach der Volkszählung 1889 sprachen 728 ukrainisch als Erstsprache, 50 polnisch und drei deutsch. Zu dem Zeitpunkt gab es 172 Häuser, das Herrenhaus und die Ländereien beschäftigten um die 47 Angestellten.
Das Gebiet wechselte mehrfach die Hand. Nach dem Zusammenbruch der österreichisch-ungarischen Doppelmonarchie im Jahre 1918 kam Selez wieder ins neue unabhängige Polen zurück und wurde administrativ ein Teil der Woiwodschaft Lwów. Nach dem deutsch-sowjetischen Überfall auf Polen Ende September 1939 und gemäß dem deutsch-sowjetischen Nichtangriffspakt wurde die Woiwodschaft Lwów von beiden Seiten geteilt. Selez wurde von der Sowjetunion besetzt und wurde zu einem Teil der Ukrainischen SSR, nur um im Sommer 1941 erneut von der deutschen Wehrmacht überrannt zu werden. Nach dem Krieg kam es schließlich in die Ukraine. Auf Grund des Krieges und der stalinistischen Verfolgungen sank die Bevölkerungszahl stark. Die örtliche jüdische Bevölkerung wurde während des Holocaust vertrieben oder ermordet, die Mitglieder des lokalen Adels sowie wohlhabende Bauern und Nicht-Ukrainer wurden entweder von den Sowjets hingerichtet oder nach Sibirien in die Gulags deportiert. Die restlichen Bauern und die Bevölkerung wurden gezwungen, ihren Besitz kollektivieren zu lassen. Nach dem Fall des Eisernen Vorhangs im Jahre 1989 brach die örtliche Kolchose, der größte wirtschaftliche Arbeitgeber, zusammen. Die hohe Arbeitslosigkeit führte zur Landflucht in die Städte, besonders bei den jungen Menschen. Die Volkszählung von 2001 zählte 164 Einwohner, im Jahre 2009 bestand das Dorf aus etwa 40 Häusern.

## Sehenswürdigkeiten
Die Gegend ist geprägt von sanftem Hügelland und schwarzerdereichen landwirtschaftlichen Flächen. Die Wirtschaft besteht hauptsächlich aus der Agrarwirtschaft, mit Viehzucht von Rindern und Pferden. Das alte Herrenhaus ist mit der Zeit verloren gegangen ebenso wie die königliche Kirche die in den historischen Annalen erwähnt war. Die Kirche für den Adel besteht dennoch.
Die griechisch-katholische Kirche der Muttergottes (Ukrainisch: Богородицка Церква) befindet sich auf einem Hügel. Zusammen mit dem Glockenturm ist sie ein typisches Beispiel der ländlichen ukrainischen Holzkirchen. Erbaut im 17. Jahrhundert, ist sie von einem historischen Friedhof umgeben. Die Kirche wurde vom lokalen Adel gestiftet, Mitglieder wurden im Friedhof begraben. Während der kommunistischen Herrschaft wurde die Kirche geschlossen und verfiel zunehmend. Erst nach Ende des kommunistischen Regimes wurde die Kirche mit Spendengeldern restauriert. Sie steht heute unter Denkmalschutz.
Der Grundriss ist kreuzförmig und besteht aus drei Teilen: der Narthex auf der Vorderseite, in der Mitte das Kirchenschiff und die Apsis an der Rückseite, die durch eine Ikonostase abgeschirmt ist. Die Kirche ist rund achtzehn Meter lang und acht Meter breit, das Schiff misst weniger als sechs Meter entfernt. Die Mitte des Schiffes wird von einer kleinen achteckigen Kuppel mit reich verzierten religiösen Bildern und in den Farben Weiß und hellblau überdacht. Der Boden ist mit Teppichen bedeckt. Die Ikonostase stammt ursprünglich wahrscheinlich aus dem 19. Jahrhundert. Dem Adel waren die Sitzbänke auf der linken Seite der Kirche vorbehalten, während die ruthenischen Bauern auf der rechten Seite entweder standen oder saßen. Die Kirche besaß ursprünglich eine höhere Hauptkuppel, die jedoch wegen Baufälligkeit um oder nach den 1970er Jahren abgetragen werden musste.
Etwas entfernt vom Fuße des Hügels befindet sich die kleinere Kapelle der Heiligen Apostel Peter und Paul. Aus Zement erbaut wurde sie zur Feier der Jahrtausendwende am 12. Juli 2000 eingeweiht. Sie ersetzte eine frühere hölzerne Kapelle die baufällig war, diese wurde ursprünglich nur von den Bauern verwendet.
Der neue Friedhof befindet sich entlang der Straße zum Dorf. Von Selez auf dem Weg Richtung Drohobytsch befindet sich eine Gedenkstätte im Wald für die in der Schoah umgekommenen Juden der Gegend.

## Bildergalerie

Grundriss der Kirche der Muttergottes
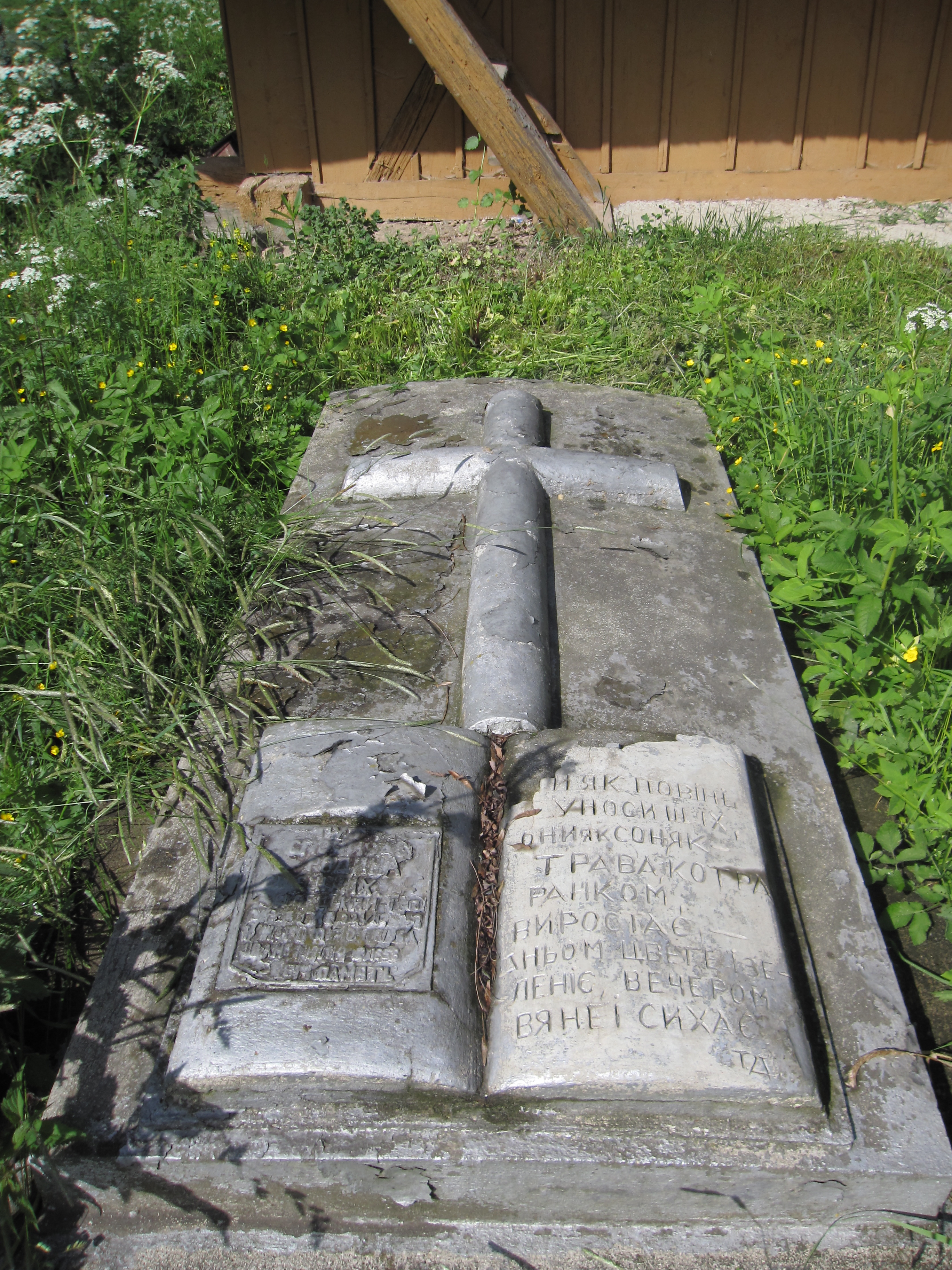
Einer der ältesten Grabsteine derer von Sielecki im alten Friedhof
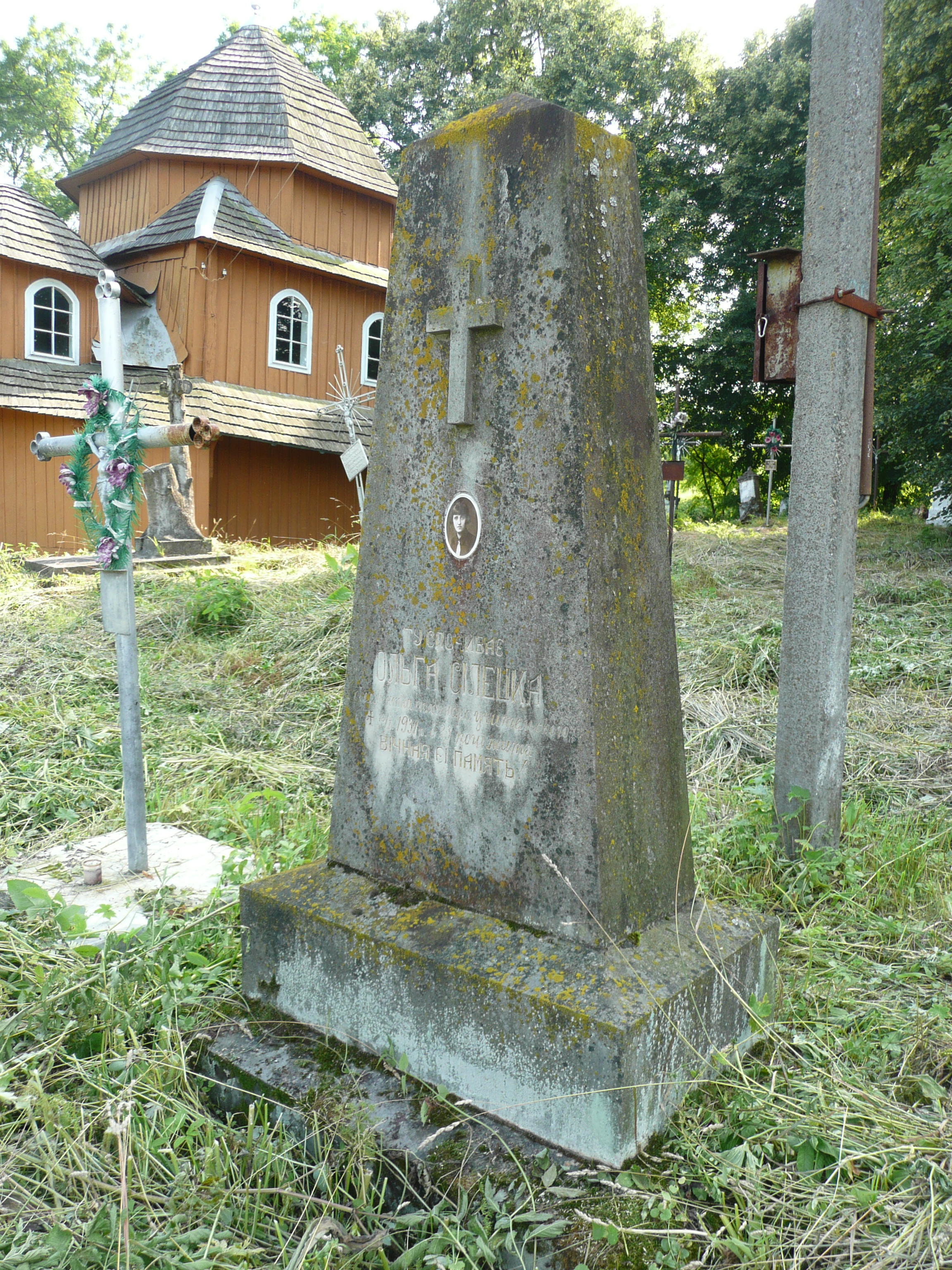
Grab der Olga Sielecka (1908–1931) im alten Friedhof
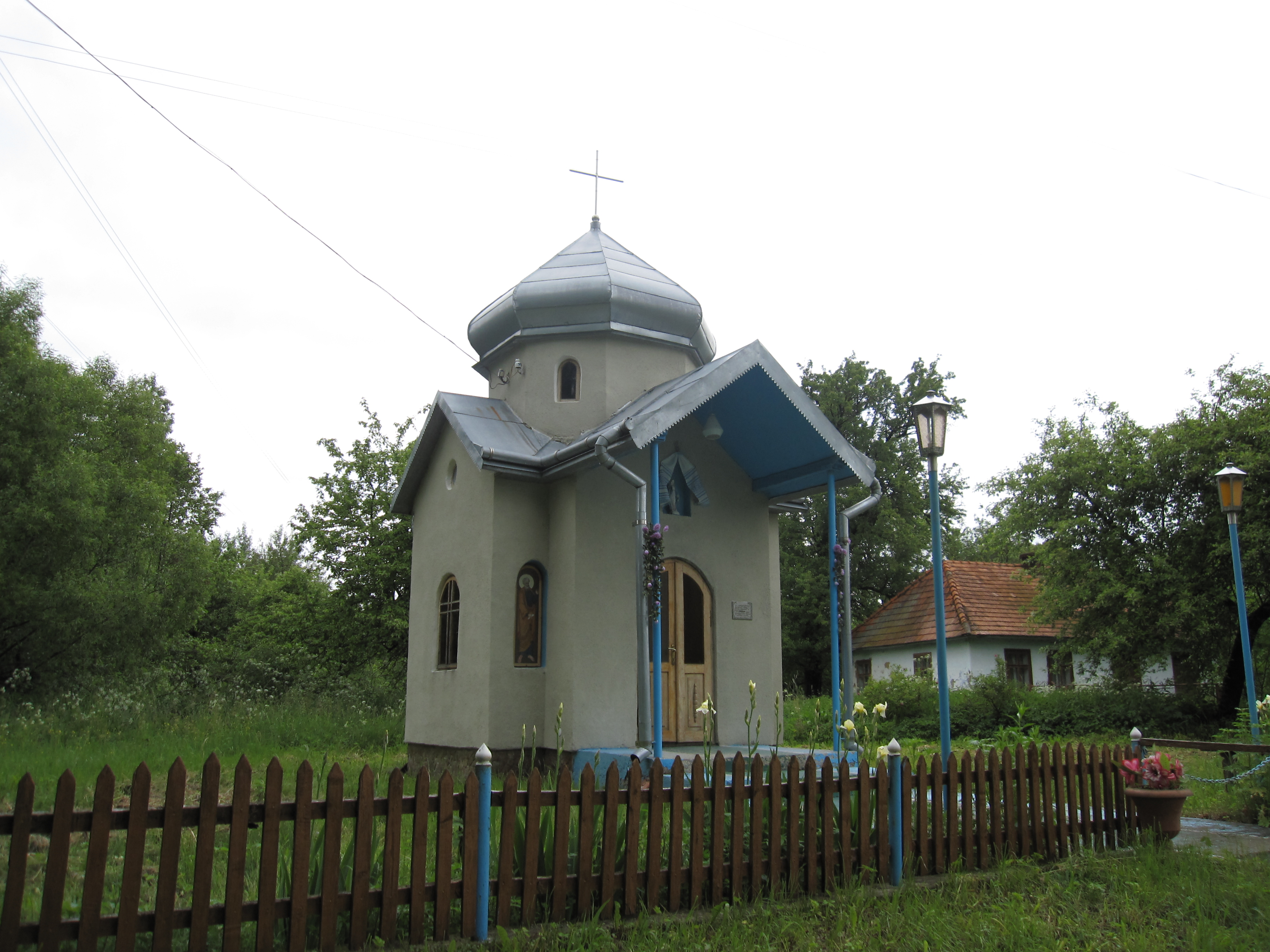
Kapelle der Heiligen Apostel Peter and Paul
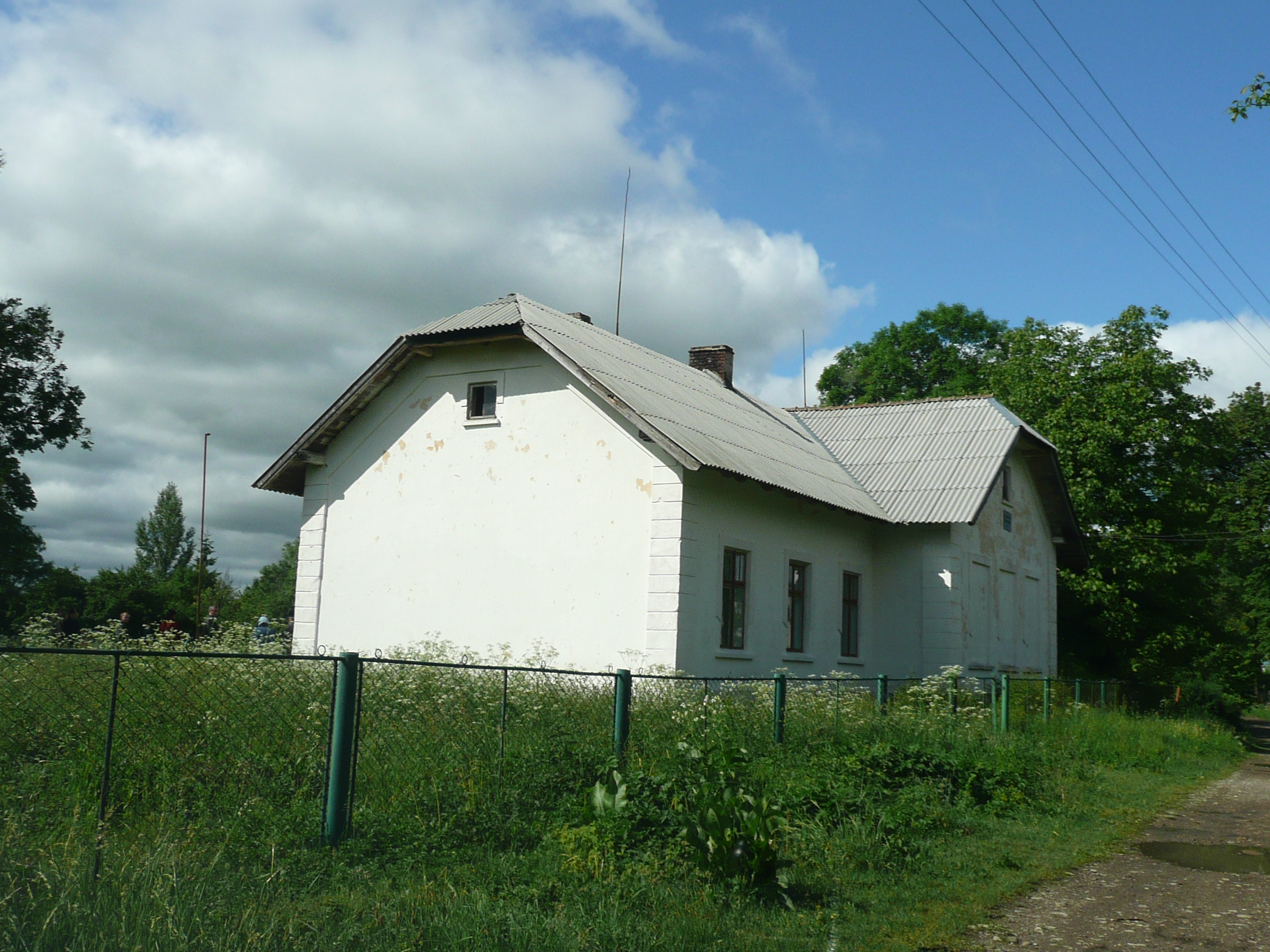
Schule und Gemeindehaus
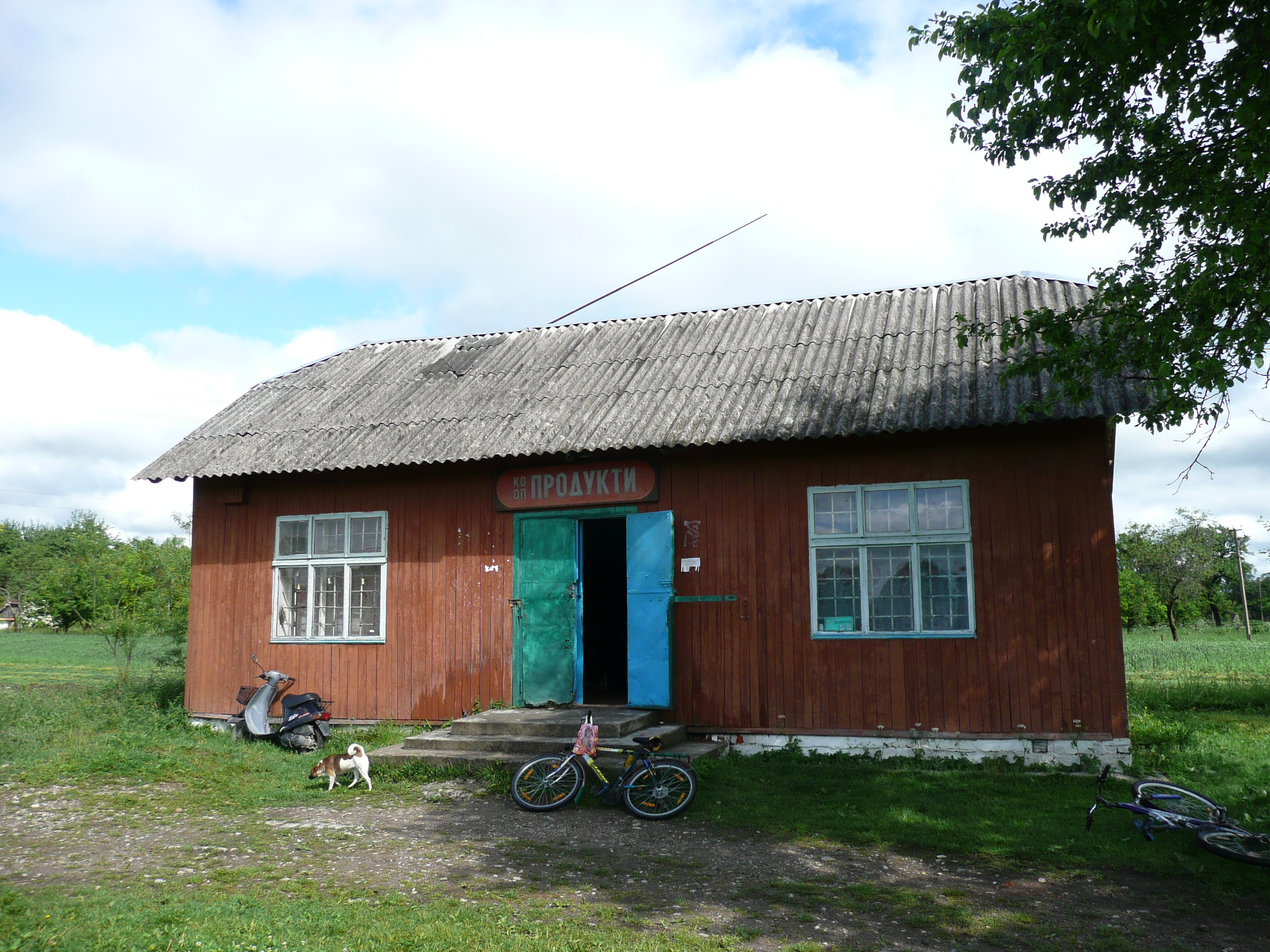
Dorfladen ПРОДУКТИ („PRODUKTY“)
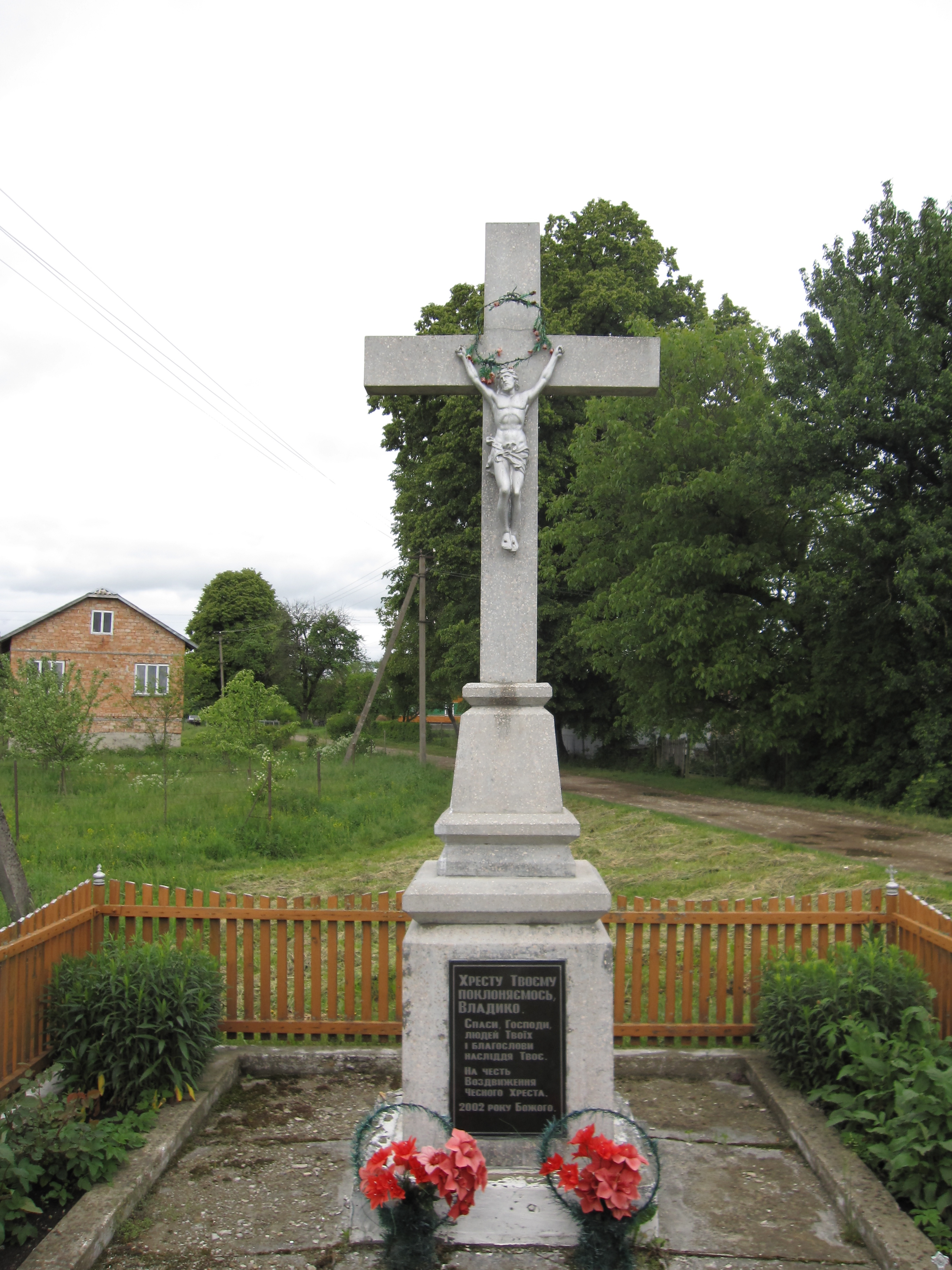
Kreuz das 2002 gegenüber dem neuen Friedhof aufgestellt wurde
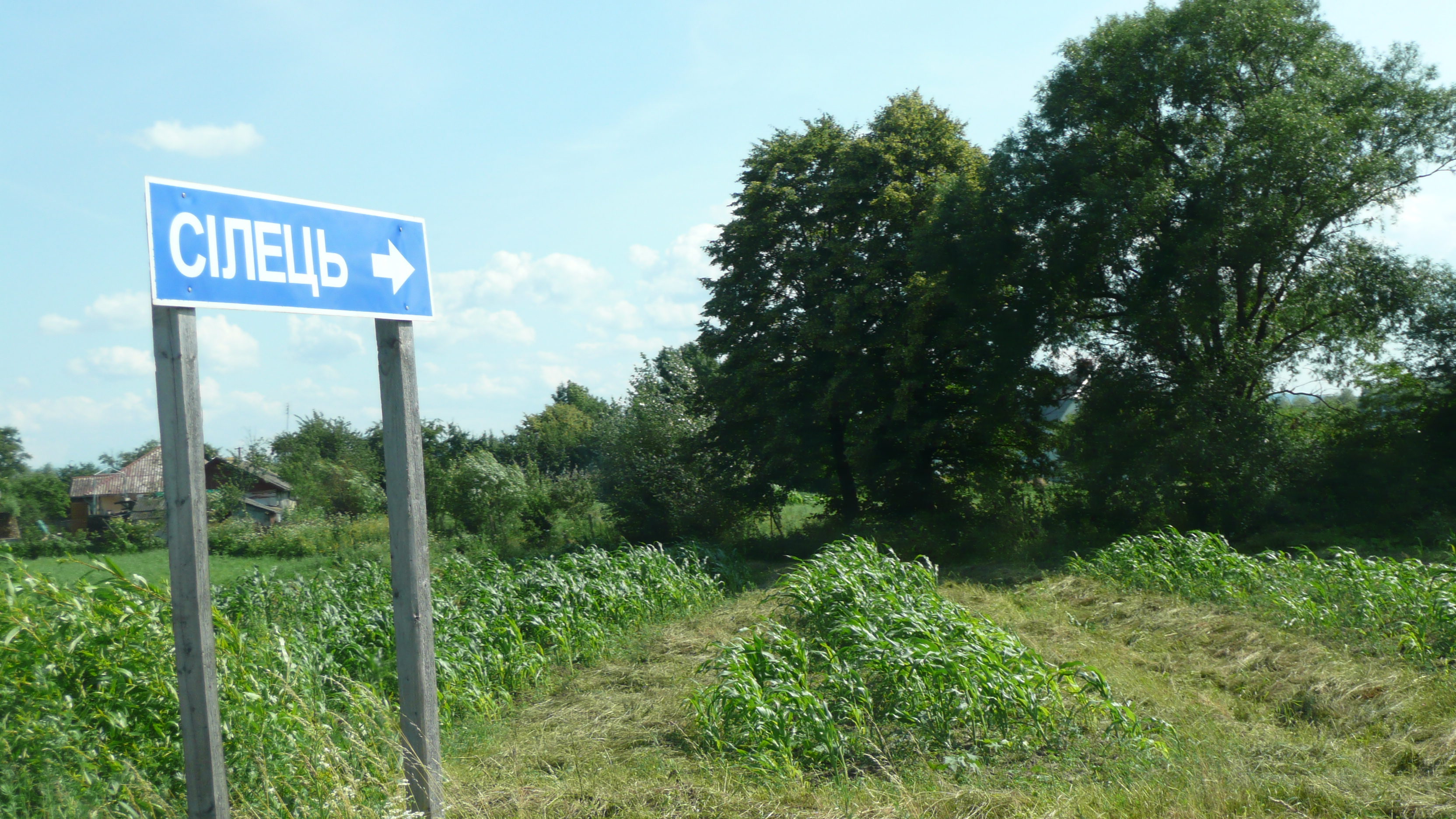
Ortstafel von Selez bei der Landstraße zwischen Sambir und Drohobytsch